# WonderSwan
WonderSwan (ワンダースワン, WandāSuwan)  é um console portátil lançado pela Bandai em 1999 apenas no Japão, recebeu mais duas  versões com melhorias, o WonderSwan Color e o Swan Crystal, juntos todos eles venderam 3,5 milhões de unidades. Era concorrente do Game Boy Color e Neo Geo Pocket Color.
O console foi desenvolvido pela Bandai a partir do sucesso do Tamagotchi de 1996, o desenvolvimento foi em conjunto pela Koto Laboratory, de propriedade de Gunpei Yokoi, criador do Game & Watch e Game Boy, que saiu da Nintendo após o fracasso do Virtual Boy.
O console foi lançado em 1999, e apesar da tela monocromática, tinha um preço baixo e contava com 40 horas de jogo com apenas 1 pilha AA, também permitia jogar na posição horizontal e vertical. O console também contou com o acessório WonderWare, que permitiu a conectividade com o PocketStation da Sony via infravermelho.